# 松本典子 にんじん姫のサラダ注意報
- 松本典子 ニンジン姫のサラダ注意報

松本典子 にんじん姫のサラダ注意報（まつもとのりこ にんじんひめのサラダちゅういほう）は、1987年8月7日から1991年3月まで放送されていたラジオ番組。
通称「姫サラ」（ひめサラ）。

## 概要
1987年8月7日、信越放送で放送開始。第一回放送では、パワーズの須間一也がゲスト出演し、ダンプ松本からもお祝いコールが届いた。同年10月からはネット局も増加。番組の制作及び収録は文化放送で行われていたが、文化放送で当番組は最後まで放送されておらず、各地方局へ番組販売及び裏送りという形式だった。
番組のタイトルの由来は、当時メインパーソナリティの松本典子がニンジン嫌いだったことから。
「ORA（オラ）！松本典子です」というオープニングのあいさつが定番だった。
当番組のジングルは、1989年10月頃からは辛島美登里の製作によるものが流れていた。
はがき採用者やクイズコーナーでの正解者には、番組オリジナルのステッカーやテレホンカードがプレゼントされていた。また、当番組発の新聞「姫サラ学級新聞」が1990年4月から発行されていた。
1989年当時、コーナーの数が20以上乱立していた時期があり（30分番組の中では全てをやり切れず、週替わりで各コーナーをやるしかなかった）、コーナー名を書いていないはがきを選別するのに苦労したりなど、リスナーもスタッフも混乱状態だったこともあったという。
1989年12月末に松本が『斉藤洋美のラジオはアメリカン』のスタジオを訪れて斉藤洋美と作家の鶴間政行にインタビューを実施。お互いの番組のリスナーがそれぞれの番組の録音テープを送り合ったり、斉藤側からこの番組宛にサインが贈られて来たりしていたという縁でのことだったが、これをきっかけに両番組の相互乗り入れなど友好関係を締結した。

## スタッフ
- 構成作家
  - 城田光男[5][9][注釈 3]（スペインに移住した後も時々この番組に電話などで出演し、スペイン情報などを届けていた[10][11]。）
  - 清水専吉（城田に代わって1989年中期頃から当番組を担当[9]。）
- 大口ディレクター[5]
- 奥寺マネージャー[5]
他

## コーナー
障子の穴コーナー
- 「アイドルの水着の胸のふくらみの真実」など、松本が見聞きした業界の裏話や、リスナーが知っている裏話などを紹介。この番組の初期のコーナー[3]。

○○は誰だクイズ
決算大処分社長命令
- リスナーから寄せられたショートギャグを連発していたコーナー[4][7]。

せんちゃんのペレストロイカ
- 1989年中期頃に、当番組の構成作家だった城田光男がスペインに渡って永住することになったため番組を去り、代わって新たに構成担当になった作家の清水専吉による「更に楽しい番組にするために一大改革を行おう」ということを発信するコンセプトのコーナー[9]。

女の子だけでORA！
- 女子リスナー限定で様々なはがきを募集し、紹介していた。1989年8月スタート[10]。

おまカセットコーナー
- リスナーから身の周りの面白い「音」（何でも良い）を録音したカセットテープを送ってもあり、紹介していたコーナー。このコーナーの採用者には、松本自身による「秘密のメッセージ入りカセット」が贈られていた[12]。最初に送られて来たのは、アダルトビデオの音を録音したものだった[13]。その後も放送禁止曲を録音して送ってくるリスナーも出て来たという[14]。なお、このコーナーの名前は最初未定で、後に「面白カセットコーナー」の仮題が付いていたが、『ラジオはアメリカン』の「おもしろカセット」コーナーと紛らわしいということでこのコーナー名になった[8]。

にんじん姫入試情報コーナー
- リスナーの入試にまつわる面白いエピソードを紹介。毎年受験シーズンに設置されていたコーナー[4][15]。

にんじん姫恐怖の館
- リスナーの霊体験や恐怖体験などを募集して紹介。寄せられたエピソードの中からグランプリを決定していた。夏に放送されていたコーナー[6]。

税務署が怖くて城田に勝てるか あんたが大将世渡り上手
- 1990年4月からスタート。「世のため人のため自分のため、涙ながらについたウソ」のエピソードを募集していた[11]。

オラが地方の自慢のHanako
- 1990年4月からスタート。その地方限定の情報をはがきで送ってもらい、紹介していた[11]。

典子の哀愁の小錦くん
- 1990年4月からスタート。「いい人」「実力がある人」だが、なぜかいじめられてしまうという人のエピソードを紹介[11]。

姫サラ通信員
- 「通信員」として電話出演を希望するリスナーを募集していた[2]。
他

## ネット局
| 局名       | 1987年10月 -                           | 1988年4月 -       | 1988年10月 -                             | 1989年4月 -                         |  |
| ---------- | -------------------------------------- | ----------------- | ---------------------------------------- | ----------------------------------- |  |
| 青森放送   | 火曜21:30 - 22:00                      |                   |                                          |                                     |  |
| 岩手放送   |                                        |                   |                                          |                                     |  |
| 山形放送   |                                        |                   |                                          |                                     |  |
| ラジオ福島 |                                        |                   |                                          | 日曜8:15 - 8:45                     |  |
| 茨城放送   | 日曜15:30 - 16:00                      | →                 | →                                        | →                                   |  |
| 信越放送   | 金曜23:30 - 24:00 （1987年8月7日から） | →                 | →                                        | →                                   |  |
| 福井放送   |                                        |                   |                                          | 日曜12:10 - 12:40                   |  |
| 静岡放送   |                                        | 日曜15:00 - 15:30 |                                          |                                     |  |
| CBCラジオ  | 日曜19:00 - 19:30                      |                   |                                          |                                     |  |
| 和歌山放送 | 日曜21:00 - 21:30                      |                   |                                          |                                     |  |
| 山陽放送   | 日曜18:30 - 19:00                      |                   |                                          |                                     |  |
| 四国放送   | 月曜21:30 - 22:00                      |                   | 日曜11:30 - 12:00 （1988年12月11日から） |                                     |  |
| 西日本放送 |                                        |                   | 日曜13:30 - 14:00                        | →                                   |  |
| 南海放送   | 日曜13:30 - 14:00                      |                   |                                          |                                     |  |
| 高知放送   |                                        | 日曜9:30 - 10:00  | 日曜15:30 - 16:00                        |                                     |  |
| 長崎放送   | 木曜21:30 - 22:00                      |                   |                                          |                                     |  |
| 熊本放送   | 火曜21:30 - 22:00                      |                   |                                          |                                     |  |
| 宮崎放送   |                                        |                   | 土曜18:30 - 19:00 （1988年11月5日から）  | 金曜24:00 - 24:30 （1989年7月から） |  |
| 南日本放送 | 日曜9:00 - 9:30                        |                   |                                          |                                     |  |
|            |                                        |                   |                                          |                                     |  |
| 局名       | 1989年10月 -                           | 1990年4月 -       | 1990年10月 -                             |                                     |  |
| 青森放送   |                                        |                   |                                          |                                     |  |
| 岩手放送   |                                        |                   | 土曜19:00 - 19:30                        |                                     |  |
| 山形放送   |                                        | 日曜11:30 - 12:00 | →                                        |                                     |  |
| ラジオ福島 |                                        |                   |                                          |                                     |  |
| 茨城放送   | 日曜15:30 - 16:00                      | →                 | →                                        |                                     |  |
| 信越放送   | 金曜23:30 - 24:00                      | 水曜23:30 - 24:00 | →                                        |                                     |  |
| 福井放送   | 日曜12:10 - 12:40                      |                   |                                          |                                     |  |
| 静岡放送   |                                        |                   |                                          |                                     |  |
| CBCラジオ  |                                        |                   |                                          |                                     |  |
| 和歌山放送 |                                        |                   |                                          |                                     |  |
| 山陽放送   |                                        |                   |                                          |                                     |  |
| 四国放送   |                                        | 月曜22:00 - 22:30 | →                                        |                                     |  |
| 西日本放送 |                                        |                   |                                          |                                     |  |
| 南海放送   |                                        |                   |                                          |                                     |  |
| 高知放送   | 日曜15:00 - 15:30                      |                   |                                          |                                     |  |
| 長崎放送   |                                        |                   | 土曜20:30 - 21:00                        |                                     |  |
| 熊本放送   |                                        |                   |                                          |                                     |  |
| 宮崎放送   | 金曜24:00 - 24:30                      | →                 |                                          |                                     |  |
| 南日本放送 |                                        |                   |                                          |                                     |  |

## ネット形態
放送時間は、各局とも週一回の30分放送。最初は信越放送のみで開始された当番組も1987年10月には10局ネットに増加。なお、1987年10月期では青森放送、CBCラジオ、和歌山放送、山陽放送、四国放送の各局の番組表においてはこの番組のタイトルがでは「思わずウインク!」と掲載されていた。以降も当番組終了時まで4～6局ネットで推移していた。なお、この番組は番版番組だったその性質もあって、各局の改編ごとにネット打ち切り・再開が頻繁にあった。その中で信越放送では第1回から最終回までこの番組が放送されていた。